# Cryosophila warscewiczii
Cryosophila warscewiczii, con el nombre común de palma de escoba, es una especie de palmera de la familia de las arecáceas.

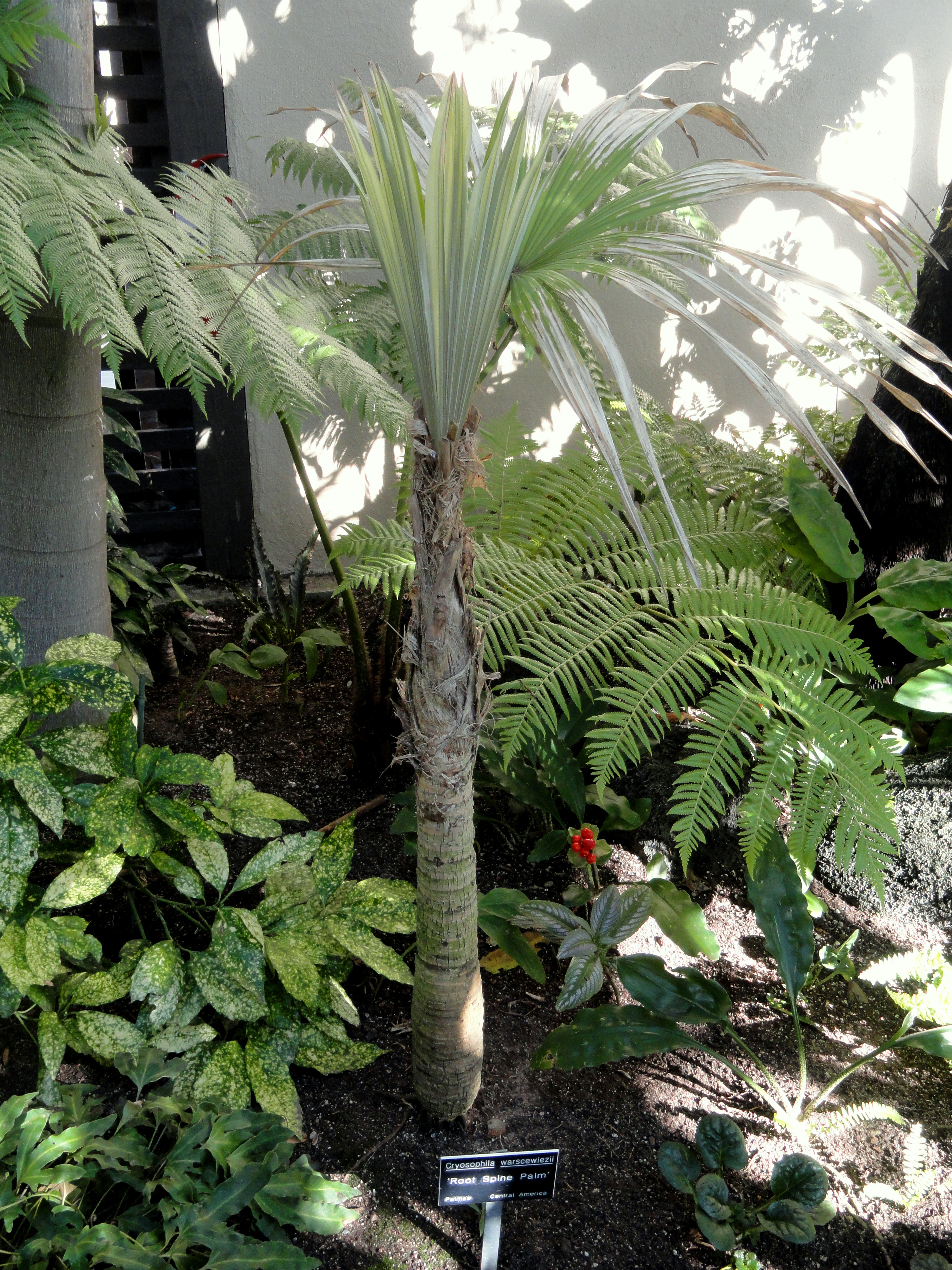
Planta joven

## Descripción
Es una  palmera hermafrodita de tamaño medio, con las hojas en forma de abanico, es reconocible por sus curiosas raíces externas transformadas en espinas que cubren el tallo.
Las hojas son palmeadas, suaves y hermosas, de color verde oscuro por el haz y blanco plateado por el revés, formando una corona compacta, con la lámina circular que se divide en su mitad en segmentos divididos en dos a su vez. Pecíolos sin espinas.
El tronco es solitario, delgado y largo, armado de espinas ramificadas que se originan de raíces que nacen directamente del tronco.
Inflorescencias intrafoliares, con flores bisexuales pequeñas, blanquecinas, con 3 tépalos y 6 estambres. Frutos globosos, ovoides o aperados, lisos.

## Distribución y hábitat
Crece en los bosques subtropicales de húmedos a muy húmedos, entre 0 y 900 m s. n. m. Es originaria de Mesoamérica, donde se distribuye desde la parte media de la costa del estado mexicano de Chiapas al pie de la Sierra Madre de Chiapas, en Belice, Guatemala, Nicaragua, Honduras, Costa Rica, República Dominicana y Panamá.

## Usos
Sus palmas las utilizaban los Mayas para la captura de peces. Se emplea como planta ornamental, como cubiertas de viviendas rurales y para fabricar escobas.

## Taxonomía
Cryosophila warscewiczii fue descrita por (H.Wendl.) Bartlett y publicado en Publications of the Carnegie Institution of Washington 461(2): 38. 1935.
Etimología
Cryosophyla: nombre genérico poco aclarado que parece que deriva del griego antiguo: crios = "cabra" y phila - "amoroso", pero este significado parece absurdo.
warscewiczii: epíteto otorgado en honor del botánico polaco Josef von Rawiez Warszewicz.
Sinonimia
- Acanthorrhiza warscewiczii H.Wendl., Gartenflora 18: 242 (1869).[3]